# Plumeria filifolia
Plumeria filifolia là một loài thực vật có hoa trong họ La bố ma. Loài này được Griseb. miêu tả khoa học đầu tiên năm 1863.